# 多椎鱼属
多椎鱼属（学名：Polymerichthys）是生存于中中新世日本的一类形似鳗鲡目的已灭绝帆蜥鱼亚目鱼类。正模标本no.6599最初由铃木人名仓昌保于1927年左右收集。该标本表现出了其它帆蜥鱼亚目的科的几个典型特征，包括与法老鱼科非常类似的头部解剖结构和剑齿，发育程度近似于帆蜥鱼属的背鳍。

## 词源学
属名的字面含义为“多体节的鱼”，意指多椎鱼属拥有众多的分节单位，包括从头部后面沿着身体长度延伸的背鳍总共拥有300到350条鳞质鳍条，以及它拥有至少186个脊椎。种加名是为了纪念正模标本的发现者名仓有三（Yuzo Nagura）。

## 下属物种
本属包括以下物种：
- 名仓多椎鱼 Polymerichthys nagurai Uyeno, 1967（模式种）